# Federação Norteriograndense de Basketball
A Federação Norteriogrande de Basketball - FNB, fundada em 22 de junho de 1938, filiada à  Confederação Brasileira de Basketball, é a entidade de administração do basquetebol no Estado do Rio Grande do Norte. São filiados à FNB os seguintes Clubes: ABC F.C., Alecrim F.C., América F.C., AABB de Natal, A.C.D. Potiguar, CENEVES, Clube Esportivo Integrado e FACEX Esporte.